# Roboraptor
Le Roboraptor, successeur du Robosapien, est un robot-jouet conçu par Mark Tilden et distribué par WowWee (en). Ce robot est basé sur des mouvements biomécaniques, ce qui lui confère une certaine vraisemblance. À l'inverse du Robosapien, le Roboraptor est capable de fonctionner en autonomie. 

## Capteurs
Le Roboraptor est équipé de plusieurs capteurs différents pour interagir avec son environnement extérieur, comme les capteurs de contact placés dans sa bouche, sur sa queue et sur son menton, et le capteur de son sur sa tête.

## Comportements autonomes
Il y a 4 comportements différents disponibles sur le Roboraptor : agressif, joueur, espiègle et libre. Dans le mode « agressif », il va se dresser et émettre des rugissements.  Dans le mode « prudent », il va réagir à l'opposé des bruits qu'il entend. En mode « espiègle », il va réagir au bruit d'une manière plus lunatique mais ni en s'en approchant ni en s'en éloignant. Dans le mode « libre », il explorera son environnement en évitant les obstacles.
 
Le Roboraptor ne peut pas être programmé ni marcher sur un tapis ou une moquette.

## Comportements dits «flexibles»
Quand un capteur de contact sera enfoncé, le Roboraptor réagira de différentes manières selon son humeur. Par exemple, s'il est réglé en mode « espiègle » et qu'un capteur est enfoncé, alors il attaquera à l'aide de ses mâchoires.

## Mini-Roboraptor
Il existe une version miniature du Roboraptor. Cependant, elle ne possède pas de télécommande et n'est pas autonome. 